# Zisterzienserinnenkloster Valley of Our Lady
Das Zisterzienserinnenkloster Valley of Our Lady ist seit 1957 ein Kloster der Zisterzienserinnen in Prairie du Sac, Sauk County, Wisconsin, Vereinigte Staaten.

## Geschichte
Das Schweizer Kloster Frauenthal gründete 1957 (auf Einladung von Bischof William O’Connor) nordwestlich Madison (Wisconsin) unter dem Namen Valley of Our Lady („Frauental“, auch: New Frauenthal oder: Prairie du Sac) das erste US-amerikanische Kloster der Zisterzienserinnen der Allgemeinen Observanz. Es ist heute selbständiges Priorat und gehört zur Mehrerauer Kongregation. Priorin ist seit 2005 Bernarda Seferovich.